# Чёрная Афина
«Чёрная Афина: Афроазиатские корни античной цивилизации» (англ. Black Athena: The Afroasiatic Roots of Classical Civilization) — трёхтомное исследование английского и американского синолога Мартина Бернала, опубликованное в 1987—2006 годах издательством Ратгерского университета. Кроме того, издательство Дьюкского университета опубликовало более чем 500-страничный «Ответ» автора критикам первых двух томов. В 1990 году первый том исследования удостоен Американской книжной премии, второй отмечен редакцией газеты «Майнити симбун» как книга 2004 года.
В основе книги — гипотеза о колонизации Древней Греции жителями Древнего Египта и Передней Азии (финикийцами). Факты об этом, по мнению автора, последовательно отрицались западной академической наукой начиная с XVIII столетия. «Чёрная Афина» (название было специально избрано, дабы провоцировать максимальный общественный резонанс, автор много выступал на телевидении и в онлайн-дискуссиях) вызвала резкую критику со стороны специалистов по археологии, антиковедению, истории науки. К 1999 году по её адресу было опубликовано более 100 критических рецензий и две монографии; специалисты подчёркивали, что гипотеза Бернала основывалась на некритически воспринятой античной мифологии и умозрительных утверждениях в духе монизма XIX века, который более всего им же и осуждался. Лингвисты-классики также критиковали филологические выкладки М. Бернала как дилетантские. В контексте роста афроцентризма в США XXI века отмечалось, что М. Бернал использовал «инклюзивную» точку зрения (будучи белым), тогда как аналогичные построения чёрных исследователей, выдвинутые ранее, фактически оставались без внимания. Историк Кларенс Уолкер полагал, что именно «Чёрная Афина» вывела афроцентризм за пределы общинного культурного национализма, предоставив набор аргументов в пользу «истинного» происхождения западной цивилизации. Исследовательница Кристина Риггс также отмечала, что монография стала очень востребованной в среде афроцентристов и апологетов постколониальной теории, хотя подавляющее большинство тезисов и интерпретаций Бернала оказались явно или неявно отвергнуты профессиональными археологами, египтологами и антиковедами.

## История создания. Биографический контекст
В автобиографическом предисловии к первому тому «Чёрной Афины» Мартин Бернал прямо утверждал, что его жизнь как учёного представляет интерес для социологии знания. Являясь по образованию китаеведом, он около двадцати лет занимался преподаванием в университетах Великобритании и США, в начале 1960-х годов, будучи обеспокоен войной в Индокитае, занялся изучением вьетнамского языка («я хотел внести свой вклад в движение против американской репрессивной политики»). Вьетнамоведческие публикации Бернала носили скандальный характер; например, в одной из статей 1972 года он утверждал, что американские политики обладают «бюрократическим мышлением», из раза в раз попадая в одну и ту же ловушку: «чиновники всегда ищут нервные центры или ключевые точки, которые, по их мнению, будучи уничтоженными, спровоцируют коллапс и прекращение всякого сопротивления вьетнамцев. Они не способны принять реальность того, что для вьетнамцев не существует ничего, кроме самого этого народа. Их может победить только геноцид». В области китаеведения главной темой Бернала являлась история раннего распространения социализма в Китае рубежа XIX—XX веков. На основе докторской диссертации, в 1976 году он опубликовал большую монографию «Китайский социализм до 1907 года», вызвавшую серьёзный резонанс в профессиональных кругах, и закрепившую авторитет исследователя. По сведениям Ж. Берлинерблау, монография должна была открыть трилогию исследований, которая так никогда и не была создана. В 1972 году Бернал занял место профессора Корнеллского университета, с 1984 года работал по совместительству в Департаменте ближневосточных исследований, и с 1988 года до самой отставки в 2001 году являлся профессором Департамента управления.
По воспоминаниям самого Бернала, в 1975 году его накрыл кризис среднего возраста, который в политическом преломлении накладывался на бесславное окончание американской интервенции в Индокитае и концом эпохи Мао в Китае. В личном и интеллектуальном смысле исследователь перешёл к проблемам еврейской истории и самоидентификации как еврея («частицы еврейства моих предков вызвали бы кошмары у заседателей комиссии по Нюрнбергским законам»). Бернал происходил от сефардов, переехавших в Ирландию. Обратившись к изучению иврита, Бернал пришёл к выводу о существовании множества параллелей и сходств в семитских и греческом языках. Владея китайским, японским, вьетнамским и одним из языков банту, М. Бернал заявил, что число совпадений в древнееврейском и древнегреческом языках «ненормально» для культур, не имеющих контактов друг с другом. Коллеги-семитологи убедили исследователя, что семитские языки через торговые сети финикийцев (языки финикийцев и древних евреев — взаимопонятные диалекты языка Ханаана) были широко распространены по всему Средиземноморью II—I тысячелетий до нашей эры. В 1979 году Бернал заинтересовался коптологией (дед учёного был знаменитым египтологом), заявив, что нашёл искомый «третий компонент»: благодаря ханаанейскому и египетскому языкам, по мнению учёного, можно было отыскать правдоподобную этимологию 80 или 90 % греческого вокабулярия. В начале 1980-х годов Бернал попытался осмыслить свою гипотезу в контексте интеллектуальной истории, особенно напирая на несоответствие между многочисленными указаниями античной мифологии и литературных трудов о глубокой взаимосвязи греческой и египетской цивилизации, и «культурный запрет» на рассмотрение этих проблем в исторической науке Нового времени. Теорию финикийско-египетского генезиса античной культуры Бернал назвал «Древней моделью» (англ. Ancient Model), и далее обнаружил прямую корреляцию между развитием (точнее подавлением) исследований финикийцев и взрывом официального антисемитизма в развитых странах Европы после середины XIX века; соответственно, новая версия античности, в которой Древняя Эллада является самодовлеющей цивилизацией, колыбелью европейского мира, он назвал «Арийской моделью».
Социолог и семитолог Жак Берлинерблау в этом контексте отмечал, что биография Бернала «чуть ли не самая неортодоксальная, которую только можно отыскать в академической науке». Немногие учёные решаются перейти в середине своей карьеры к другой проблематике и тем более выставлять результаты своего труда, «бросающего вызов фундаментальным основам» той дисциплины, к которой обратился. Образцом и предшественником для Мартина Бернала в этом отношении был собственный отец Джон Десмонд Бернал, который авторами «Словаря марксистской мысли» именовался, «вероятно, самым выдающимся из „красных“ учёных 1930-х годов». Несмотря на свои марксистские убеждения, Бернал-старший работал в военной разведке и участвовал в разработке тактики высадки в Нормандии. Критики Дж. Бернала отмечали, что тот был ярым сталинистом и оправдывал лысенковщину. Мартин Бернал посвятил первый том «Чёрной Афины» отцу, и в одной из публикаций 1991 года отмечал, что после смены исследовательского направления в полной мере воспринял смелость, широту и синтетизм отцовского мышления. Согласно Ж. Бернлинерблау, интеллектуальное сходство Джона и Мартина Берналов проявлялось в трёх аспектах. Во-первых, исключительно сильном проявлении личностного начала в научных исследованиях; во-вторых, склонности к чрезмерному расширению предмета исследований (big picturism), требующего синтеза самых разноплановых источников. Третьим аспектом сходства является «озорное пренебрежение» дисциплинарными границами; критики укоряли Бернала-старшего в неспособности долго и глубоко концентрироваться на решении конкретной задачи. Отец и сын были инсайдерами, работая в престижных университетах Англии и США.
Проект «Чёрная Афина» анонсировался как четырёхтомный; первый том, выпущенный в 1987 году, являлся предварительным эскизом всего исследования целиком, из-за чего зачастую был лишён конкретной аргументации. Несмотря на многочисленные нападки критиков, к концу 1990-х годов вышли два тома исследования (кроме вводного, «Археологические и нарративные доказательства»), дополненные в 2006 году самым объёмным томом, посвящённым лингвистическим доказательствам. К тому времени Бернал вышел в отставку (2001), и скончался в Великобритании в 2013 году. Четвёртый том, предназначенный для изложения мифологических доказательств, так и не вышел. По видимому, автор сам отказался от дальнейшей работы, так как в предисловии и в научном аппарате третьего тома нет ни слова о продолжении; на сайте Ратгерского университета третий том именовался «долгожданным и финальным». Впрочем, сам Бернал жаловался в мемуарах, что книгу проигнорировали критики, и разошлось не более 1400 экземпляров. По собственным воспоминаниям, Ахмед бен Белла в 1987 году подарил ему 20 000 долларов, чтобы учёный мог написать популярную версию своего труда для широкой публики. Процесс написания затянулся, в конце концов издательство W. W. Norton & Company предложило Берналу 5000 долларов аванса, но в конце концов проект был отменён; аванс было разрешено не возвращать. Собранные материалы пригодились в 2001 году при написании полемической книги «Чёрная Афина отвечает».

## Содержательные и теоретико-методологические аспекты
И негативно, и позитивно настроенные критики «Чёрной Афины» подчёркивали не только необычайный культурный резонанс вокруг публикации, но и её рыночный успех. К 1999 году оба вышедших к тому времени тома разошлись в США 70-тысячным тиражом; в это число не входили продажи в Великобритании, а также переводы на французский, немецкий, испанский и итальянский языки. Причины такого успеха объяснялись историком Рональдом Фритце только тем, что книга «зацепила некую струну в отношении общества к древней истории». Сама по себе книга Бернала признавалась нелёгкой для чтения непрофессионалом. Историк Герда Лернер в рецензии на второй том, называла его структуру рыхлой, плохо продуманной, а стиль «утомительно повторяющимся и перегруженным второстепенными деталями». Автор яростно атаковал классическую науку и её адептов, не делая ничего, чтобы привлечь внимание непрофессионального читателя «хотя бы ясной прозой». По подсчётам Жака Берлинербрау, два первых тома «Чёрной Афины» превышают по объёму 1000 страниц, из которых около 120 занимает библиография, а текст перегружен более чем тремя тысячами сносок.

## Издание
- Bernal M. Black Athena. — New Brunswick, NJ : Rutgers University Press, 1987. — Vol. I: The fabrication of ancient Greece, 1785—1985. — xxxiii, 626 p. — ISBN 0-8135-1276-X.
- Bernal M. Black Athena. — New Brunswick, NJ : Rutgers University Press, 1991. — Vol. II: The Archaeological and Documentary Evidence. — liv, 879 p. — ISBN 0-8135-1583-1.
- Bernal M. Black Athena Writes Back. Martin Bernal Responds to His Critics / Edited by David Chioni Moore. — Durham & London : Duke University Press, 2001. — xxvi, 550 p. — ISBN 0-8223-2717-2.
- Bernal M. Black Athena. — New Brunswick, NJ : Rutgers University Press, 2006. — Vol. III: The Linguistic Evidence. — xliii, 969 p. — ISBN 978-1-9788-0429-6.

### Монографии
- Berlinerblau J. Heresy in the University: The Black Athena controversy and the responsibilities of American intellectuals. — New Brunswick, NJ : Rutgers University Press, 1999. — xii, 289 p. — ISBN 081352587X.
- Bernal M. Geography of a Life. — Bloomington : Xlibris Corp., 2012. — 492 p. — ISBN 978-1-4653-6375-6.
- Black Athena revisited / edited by Mary R. Lefkowitz and Guy MacLean Rogers. — Chapel Hill & London : The University of North Carolina Press, 1996. — xxi, 522 с. — ISBN 0-8078-2246-9.
- Fraser R. Chapter 4. Of Sirens, Science and Oyster Shells: Hypatia the Philosopher from Gibbon to Black Athena // Literature, Music and Cosmopolitanism. Culture as Migration. — London : Palgrave Macmillan, 2018. — P. 51—64. — xi, 211 p. — ISBN 978-3-319-68479-6.
- Fritze R. H.[англ.]. Chapter 6. Professors Gone Wild: The Black Athena Controversy // Invented Knowledge. False History, Fake Science and Pseudo-Religions. — London : Reaktion Books, 2009. — P. 221—255. — 304 p. — ISBN 978-1-86189-430-4.
- Lefkowitz M. History lesson : a race odyssey. — New Haven and London : Yale University Press, 2008. — vi, 202 p. — ISBN 978-0-300-12659-4.

### Рецензии и статьи
- Bernal M. The Afrocentric Interpretation of History: Bernal Replies to Lefkowitz // The Journal of Blacks in Higher Education. — 1996. — No. 11. — P. 86—94. — JSTOR 2963325.
- Binsbergen W. M. J. van. Black Athena: ten years after: towards a constructive re-assessment // Talanta : Proceedings of the Dutch Archaeological and Historical Society. — 1997. — No. Black Athena: Ten years After, special issue. — P. 11—64.
- Binsbergen W. M. J. van. The continued relevance of Martin Bernal’s Black Athena thesis: Yes and No // Quest: An African Journal of Philosophy. — 2009. — С. 1—35.
- Carruthers J. H. Outside Academia: Bernal's Critique of Black Champions of Ancient Egypt // Journal of Black Studies. — 1992. — Vol. 22, no. 4. — P. 459—476. — JSTOR 2784446.
- Cartledge P. Black Athena defends herself // Classic Review. — 2003. — Vol. 53, no. 1. — P. 238—239.
- Chioni D. Book Note: [Black Athena Writes Back: Martin Bernal Responds to His Critics] // The Journal of Blacks in Higher Education. — 2001. — No. 33. — P. 131. — JSTOR 2678944.
- Fauvelle F.-X. Analyses et Comptes-Rendus: [Black Athena Revisited by Mary R. Lefkowitz and Guy MacLean Rogers] :  [фр.] // Cahiers d'Études Africaines. — 1999. — Vol. 39, no. 153. — P. 207—209. — JSTOR 4392928.
- Gordon P. On «Black Athena»: Ancient Critiques of the «Ancient Model» of Greek History // The Classical World. — 1993. — Vol. 87, no. 1. — P. 71—72. — JSTOR 4351446.
- Kristeller P. O. Comment on Black Athena // Journal of the History of Ideas. — 1995. — Vol. 56, no. 1. — P. 125—127. — JSTOR 2710010.
- Lederman G. Heresy in the University: The ‘Black Athena’ Controversy and the Responsibilities of American Intellectuals. Bryn Mawr Classical Review. Дата обращения: 1 марта 2024.
- Lobban R. A. Revisiting African Athena // Journal of African History. — 2015. — Vol. 56, no. 2. — P. 328—329. — doi:10.1017/S0021853715000079.
- Mudimbe V. Y. Review: [African Athena?] // Transition. — 1992. — No. 58. — P. 114—123. — JSTOR 2934970.
- Myerowitz Levine M. The Use and Abuse of Black Athena // The American Historical Review. — 1992. — Vol. 97, no. 2. — P. 440—460. — JSTOR 2165727.
- Myerowitz Levine M. Review: [The Marginalization of Martin Bernal Black Athena Revisited by Mary R. Lefkowitz; Guy MacLean Rogers] // Classical Philology. — 1998. — Vol. 93, no. 4. — P. 345—363. — JSTOR 270397?origin=JSTOR-pdf.
- Nardelli J.-F. Review: [M. Bernal. Black Athena III] // The Classical Review. — 2006. — No. 63. — P. 142—144. — doi:10.1017/S0009840X12002752.
- Nardelli J.-F. Black Athena fades away. A consideration of Martin Bernal's linguistic arguments // Exemplaria Classica. Journal of Classical Philology. — 2013. — No. 17. — P. 279—372. — ISSN 1699-3225.
- Pounder R. L. Review: [Black Athena 2: History without Rules] // The American Historical Review. — 1992. — Vol. 97, no. 2. — P. 461—464. — JSTOR 2165728.
- Savvas M. Review: [Black Athena: The Afroasiatic Roots of Classical Civilization by Martin Bernal] // The Classical World. — 1989. — Vol. 82, no. 6. — P. 469—470. — JSTOR 4350486.
- Trigger B. G. Brown Athena: A Postprocessual Goddess? // Current Anthropology. — 1992. — Vol. 33, no. 1. — P. 121—123. — JSTOR 2743719.
- Whit W. C. Review: [Black Athena: The Afro-Asiatic Roots of Classical Civilization. Vol 1: The Fabrication of Ancient Greece 1795 to 1985 by Martin Bernal] // Michigan Sociological Review. — 1994. — No. 8. — P. 95—97. — JSTOR 40968985.